# Sainte-Pôle
Sainte-Pôle ist eine französische Gemeinde mit 179 Einwohnern (Stand 1. Januar 2022) im Département Meurthe-et-Moselle in der Region Grand Est (vor 2016 Lothringen). Sie gehört zum Arrondissement Lunéville und zum Kanton Baccarat (bis 2015 zum Kanton Badonviller).

## Geografie
Die Gemeinde liegt etwa 51 Kilometer südöstlich von Nancy im Südosten des Départements Meurthe-et-Moselle in einer Ebene an der Blette. Nachbargemeinden sind Ancerviller im Norden, Saint-Maurice-aux-Forges im Osten, Fenneviller und Pexonne im Südosten, Vacqueville im Südwesten sowie Montigny im Westen.

## Geschichte
Sainte-Pôle gehörte zur Vogtei Lunéville und somit zum Herzogtum Lothringen, das 1766 an Frankreich fiel. Im Dreißigjährigen Krieg wurde die Gemeinde schwer verwüstet. Bis zur Französischen Revolution lag die Gemeinde im Grand-gouvernement de Lorraine-et-Barrois. In den beiden Weltkriegen kam es zu schweren Zerstörungen. Von 1793 bis 1801 war die Gemeinde dem Distrikt Blâmont zugeteilt.Seit 1801 ist sie dem Arrondissement Lunéville zugeordnet. Die Gemeinde lag bis 1871 im alten Département Meurthe.

## Bevölkerungsentwicklung
| Jahr                       | 1962 | 1968 | 1975 | 1982 | 1990 | 1999 | 2007 | 2019 |
| Einwohner                  | 201  | 171  | 150  | 127  | 152  | 178  | 196  | 186  |
| Quellen: Cassini und INSEE |      |      |      |      |      |      |      |      |

## Verkehr
Sainte-Pôle liegt weitab von überregionalen Verkehrsverbindungen. Für den regionalen Verkehr sind die D168 und die D992 wichtig, die durch das Dorf führen.

## Sehenswürdigkeiten
- Kirche Sainte-Pélagie mit der Holzstatue Saint-Eloi; im Ersten Weltkrieg zerstört und danach wiederaufgebaut
- Teich Étang sous Launoy
- Wegkreuz an der Rue de la Libération
- Denkmal und Gedenkplatte für die Gefallenen[1]
- Lavoir (Waschhaus)

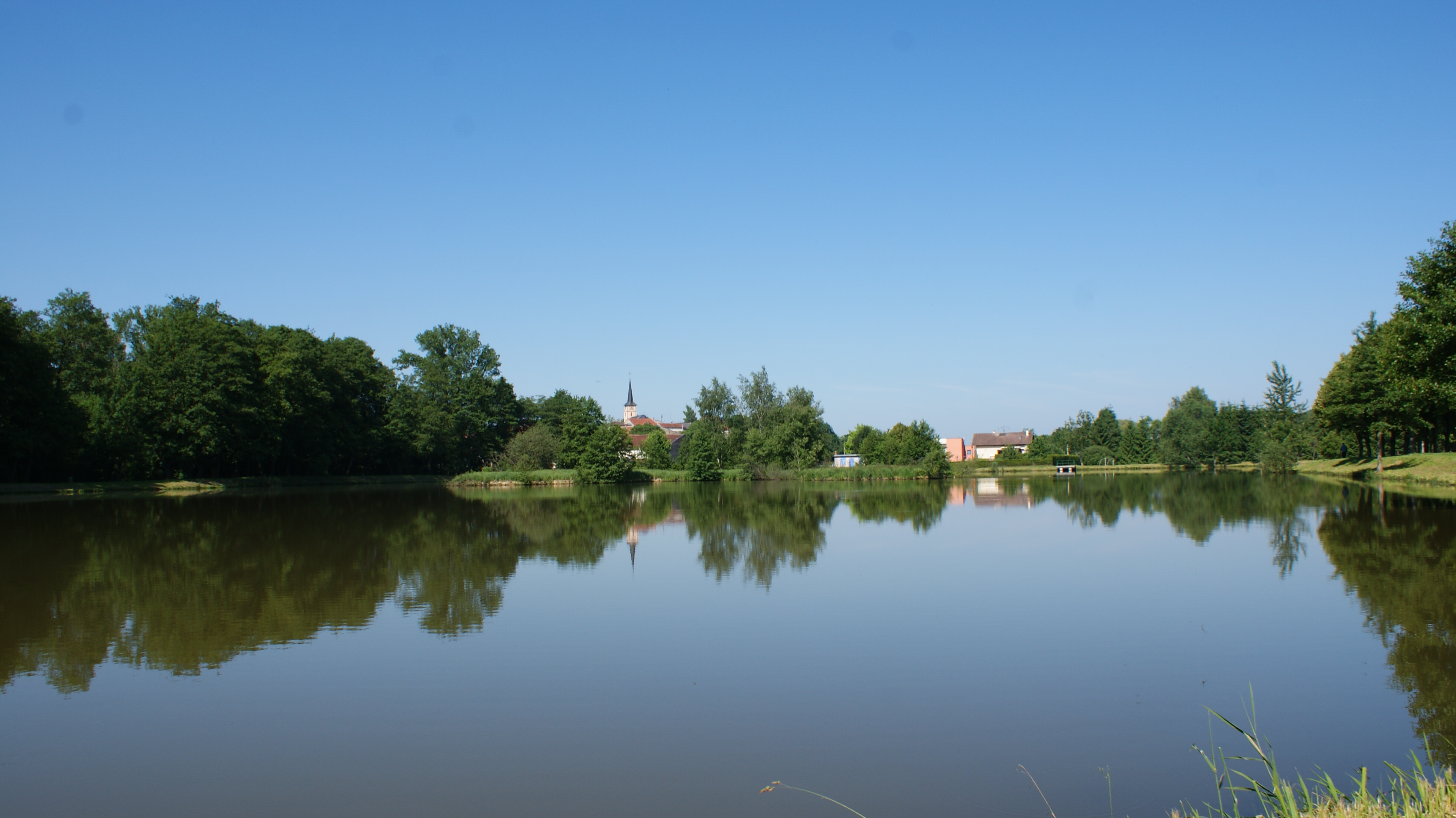
Teich Étang sous Launoy
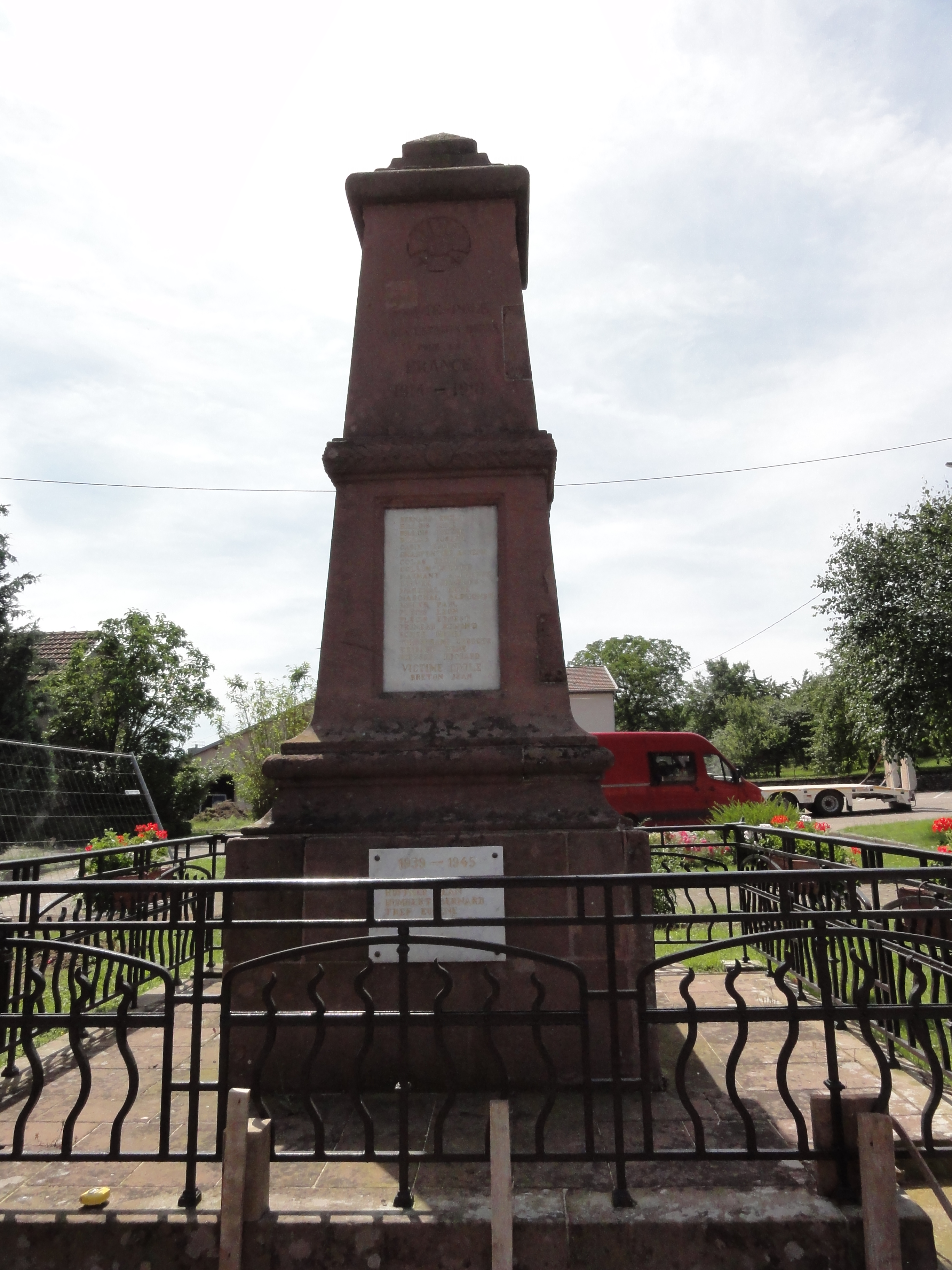
Denkmal für die Gefallenen
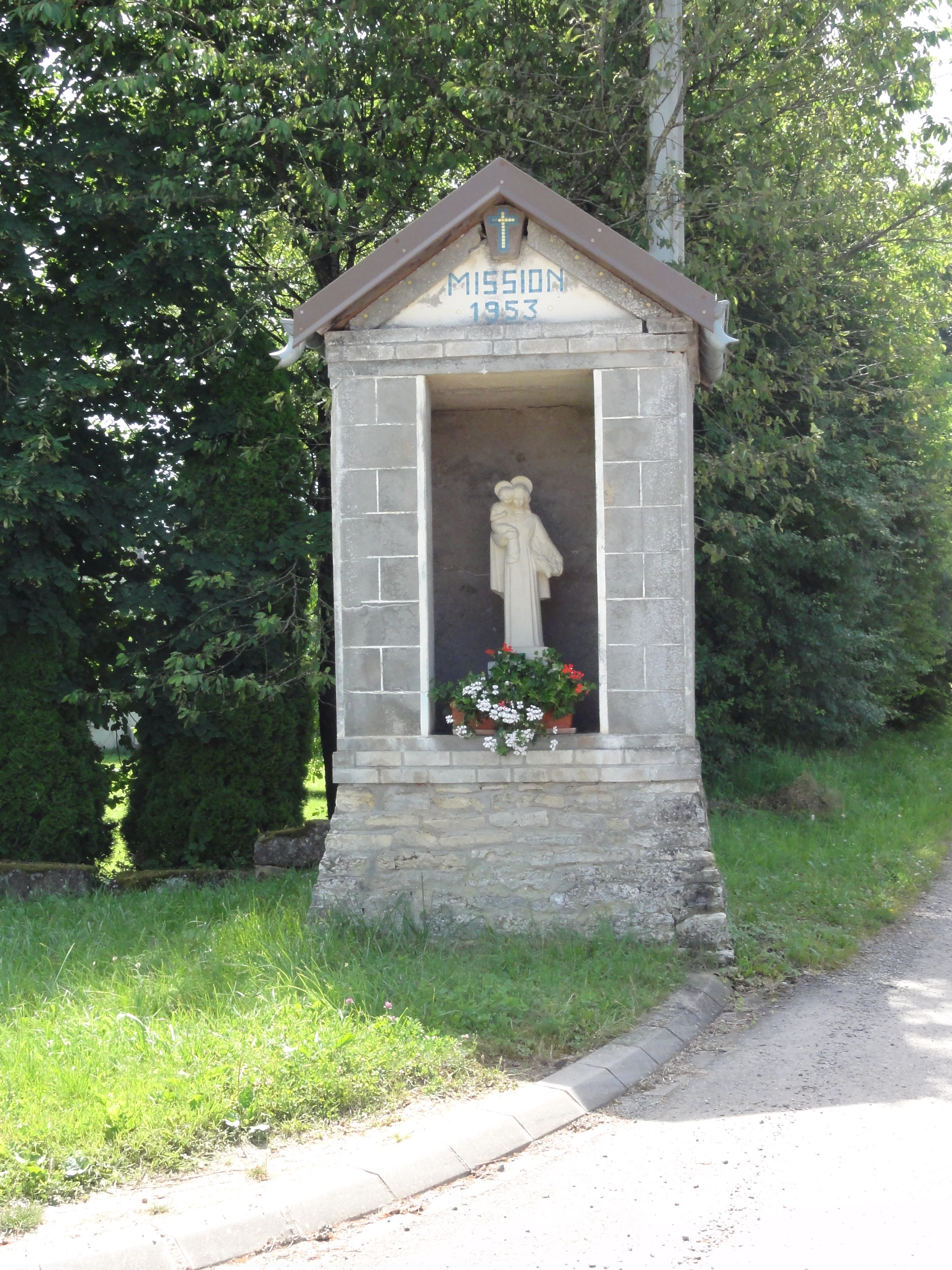
Wegkapelle/Gebetshaus
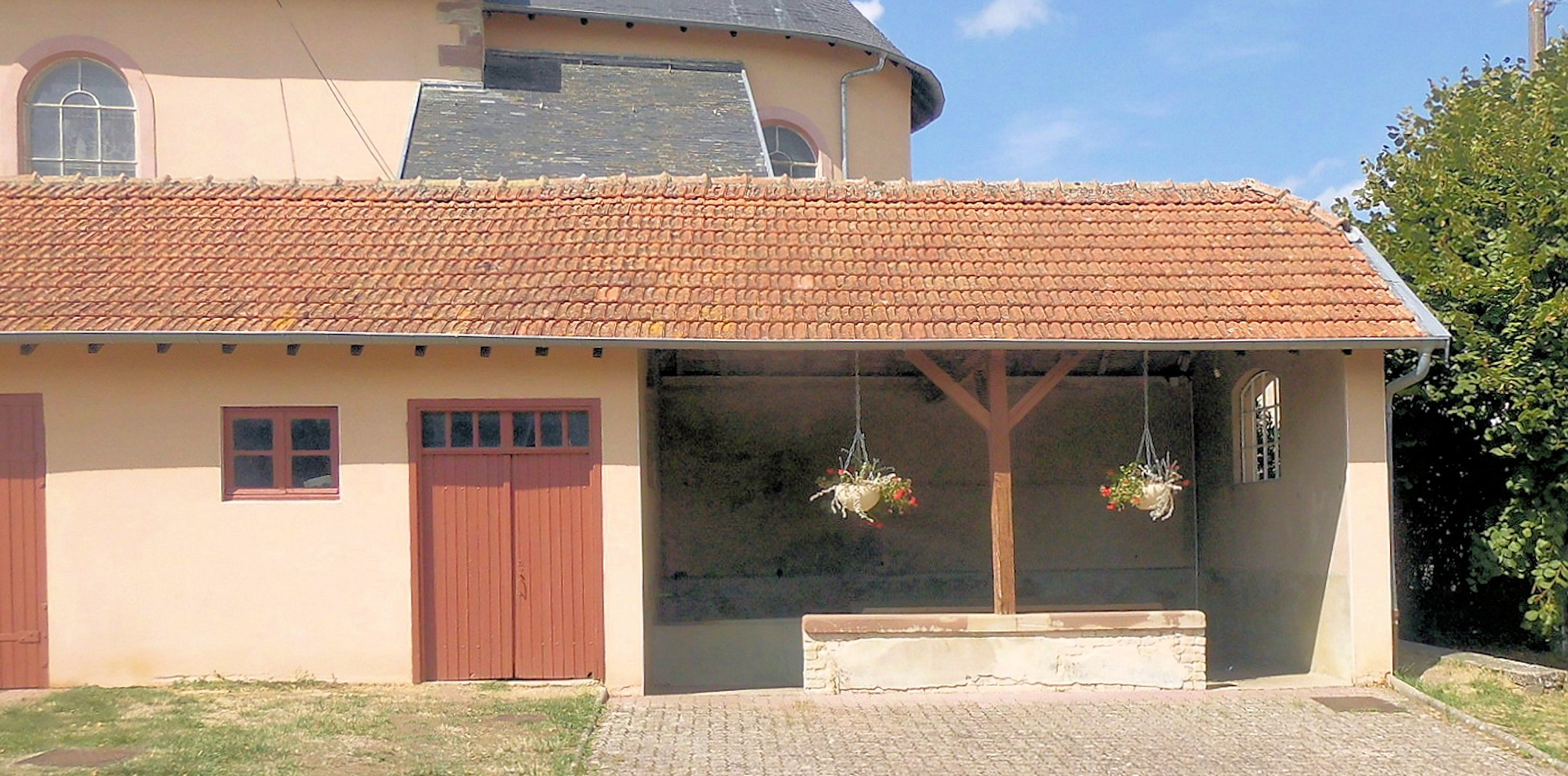
Lavoir (ehemaliges Waschhaus)
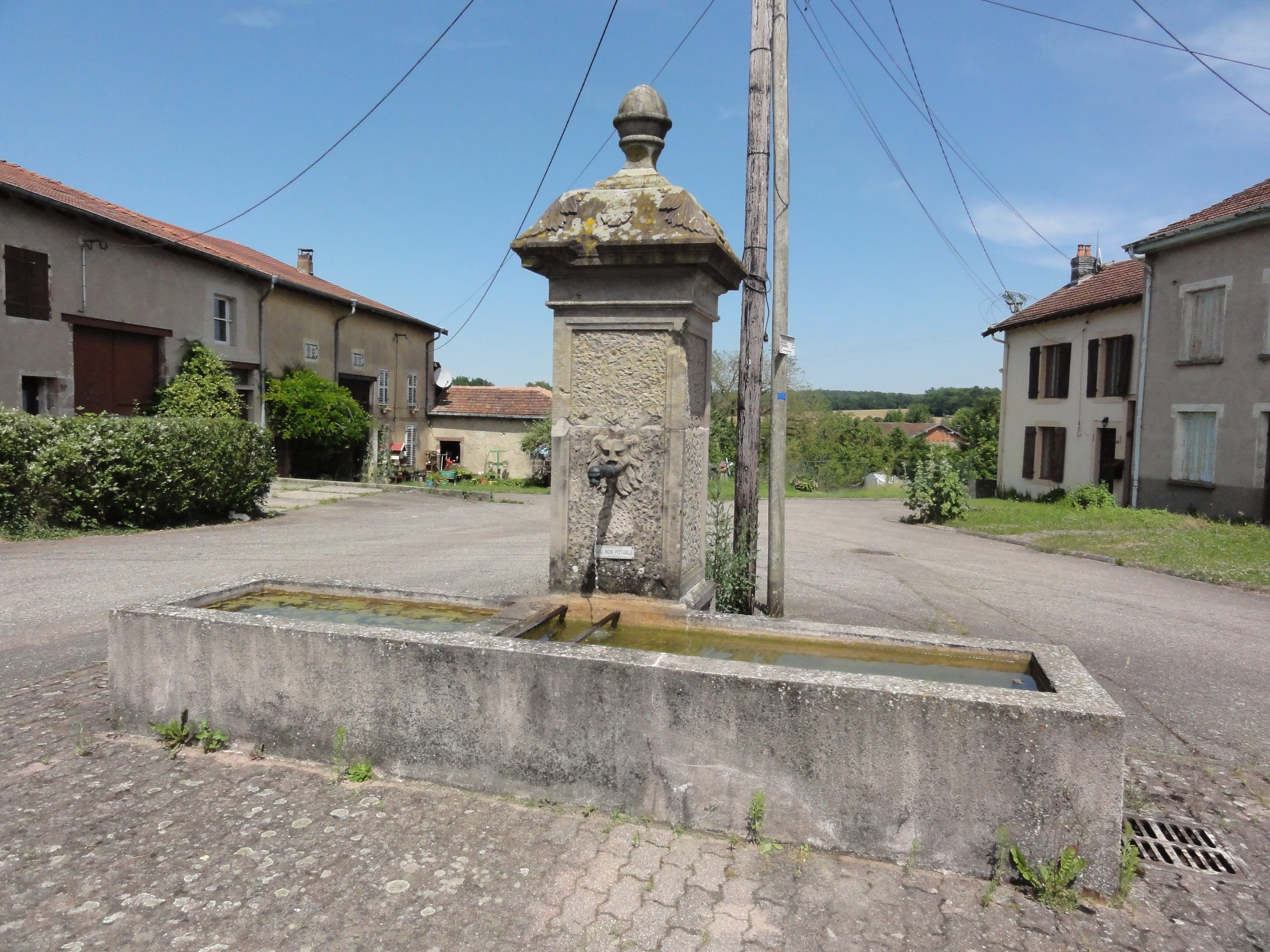
Einer der Dorfbrunnen
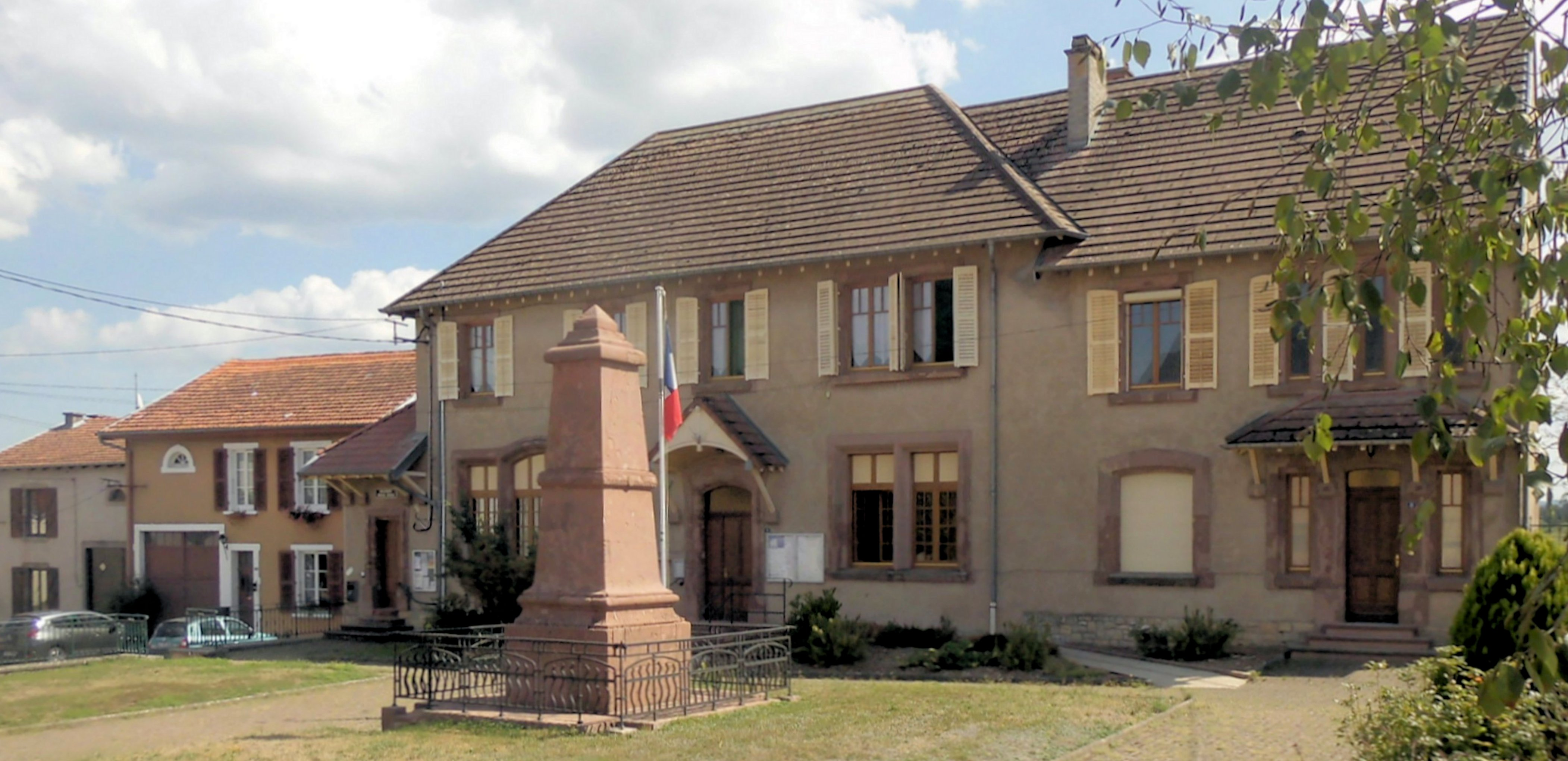
Rathaus (Mairie)